# Ситник-Сліпа Ольга Йосипівна
Ситник-Сліпа Ольга Йосипівна (27 липня 1894, м-ко, нині с. Струсів, Тернопільська область — 6 жовтня 1976, с-ще Мельниця-Подільська, Тернопільська область) — український педагог, перекладачка, культурно-громадська діячка. Дочка Йосипа Ситника, дружина Родіона, мати Ольги Сліпих, внучка Василя Гарматія.

## Життєпис
Ольга Ситник народилася 27 липня 1894 року в містечку, нині селі Струсові Микулинецької громади Тернопільського району Тернопільської области.
Навчалася в Тернопільській польській гімназії. Закінчила жіночу учительську семінарію Українського педагогічного товариства, де познайомилася з Петром Франком, із яким — співорганізатор пластового руху в Галичині.
Від 1916 — учителька в с. Конюшках (нині Івано-Франківського району), потім — у рідному селі. Діяльна в молодіжних патріотичних організаціях.
Померла 6 жовтня 1976 року в смт Мельниці-Подільській, де й похована.

## Доробок
Перша в Україні переклала українською мовою роман Шарлотти Бронте «Джейн Ейр», який вийшов у Львові 1938 року у 2-х тт. під назвою «Ідеалістка» з передмовою Михайла Рудницького (перевиданий під первиною назвою та відредагований в Тернополі 2001).
Переклала інші твори американських і англійських письменників: «Алясканець» Джеймса Кервуда (частково надрукований в газеті «Діло» (1939), опублікований в Тернополі 2001 року під назвою «Таємниця Марії Стендіш»), повісті Джин
Стреттон-Портер «Рябий», «Дівчина з Лемберлосту» та інші.